# Подчеремвож
Подчеремвож — река в России, протекает по территории Вуктыльского округа в Республике Коми. Устье реки находится в 132 км по правому берегу реки Подчерье. Длина реки составляет 23 км.
Подчеремвож — горная река, текущая по западным склонам Северного Урала. Исток находится в 90 км к юго-востоку от Вуктыла севернее вершины Мирон-Ван-Нёр (977 м НУМ), лежит на водоразделе с бассейном Щугора. Исток Подчеремвожа находится совсем рядом с истоком Подчерья, но реки, прежде чем снова встретиться, текут по-разному. Подчеремвож огибает большой хребет Сюндыиз с севера, тогда как Подчерье огибает его с юга.
Всё течение проходит по ненаселённой местности на склонах хребта Сюндыиз, характер течения бурный.
Река впадает в Подчерье в расселине между тремя хребтами Северного Урала — Сюндыиз (к востоку), Овин-Парма (к северу) и Сотчем-Парма (к югу). Ширина реки в устье около 6 метров.

## Данные водного реестра
По данным государственного водного реестра России относится к Двинско-Печорскому бассейновому округу, водохозяйственный участок реки — Печора от водомерного поста у посёлка Шердино до впадения реки Уса, речной подбассейн реки — бассейны притоков Печоры до впадения Усы. Речной бассейн реки — Печора.
По данным геоинформационной системы водохозяйственного районирования территории РФ, подготовленной Федеральным агентством водных ресурсов:
- Код водного объекта в государственном водном реестре — 03050100212103000061807
- Код по гидрологической изученности (ГИ) — 103006180
- Код бассейна — 03.05.01.002
- Номер тома по ГИ — 03
- Выпуск по ГИ — 0